# Легенда о пяти матросах

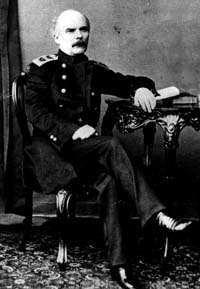
Г. И. Невельской

Леге́нда о пяти́ матро́сах — изложенная адмиралом Г. И. Невельским фальсификация исторических событий, связанных с ранним периодом освоения русскими Дальнего Востока, с целью обосновать «исконные» права России на Сахалин. Стала достоянием общественности в книге «Подвиги русских морских офицеров на крайнем востоке России», изданной после смерти автора, в 1878 году. Была опровергнута советским историком Б. П. Полевым, опубликовавшим свои исследования, помимо профильных изданий, также и в газетной статье «Легенда о пяти матросах», напечатанной в 1957 году.

## Содержание
Геннадий Невельской в главе III своей книги «Подвиги русских морских офицеров на крайнем востоке России» написал, что в 1806 году лейтенанты Хвостов и Давыдов, придя в залив Анива вследствие секретных приказаний Резанова, «оставили там, для заявления о занятии русскими Сахалина, 5 человек матросов. Эти матросы впоследствии перешли на реку Тымь, где жили оседло, и последний из них, Василий, умер на исходе 1847 года».
Ниже, в главе XIV автор также утверждал, что вернувшийся с Сахалина в марте 1852 года лейтенант Бошняк докладывал ему, будто в селении Чхар купил у местных жителей 4 листа из часовника, который остался от русских, живших там много лет назад. На заглавном листке того якобы сохранилась надпись «Мы, Иван, Данила, Пётр, Сергей и Василий, высажены в аянском селении Тамари-Анива Хвостовым 17 августа 1805 года; перешли на реку Тымь в 1810 году, в то время, когда пришли в Тамари японцы».
На эти сведения, доверяя авторитету знаменитого путешественника, ссылался позже А. П. Чехов в своей книге «Остров Сахалин» (глава XI), а следом и другие авторы, в том числе современные российские журналисты.

## Опровержение и причины появления
В 1950-е годы советский историк Б. П. Полевой обнаружил вышеупомянутый листок в докладе морского министерства Николаю I о результатах экспедиции Бошняка, составленном на основании рапорта Невельского. Состоял он из 4 страниц размером примерно шириной 6 и длиной — 9 см. Исследовав его, ученый установил, что указанной надписи на нём никогда не было — всё это, по-видимому, не более чем вымысел Невельского, возможно предпринятый с целью любым способом обосновать «исконные» права России на Сахалин. Над книгой автор работал с конца 1850-х до начала 1870-х гг. — период острого соперничества России и Японии из-за Сахалина — и, заочно включившись в эту борьбу на страницах воспоминаний, неоднократно позже был замечен в тенденциозном изложении и искажении фактов.
Согласно опубликованным в 1858 году мемуарам самого Н. К. Бошняка, этот листок ему продала за небольшое количество табака «довольно старая уже женщина», привезённая в молодости с Амгуни, и это была часть часослова, который подарили ей русские, приходившие на Амгунь. Ни о каких надписях путешественник при этом не упоминал, так же как и в своём рапорте на имя Невельского от 15 апреля 1852 года.
Кроме того, Б. П. Полевой, изучив непосредственно документы плавания Хвостова в 1806—1807 гг., доказал, что тот никого в заливе Анива не оставлял. Таким образом, легенда о пяти матросах показала совершенную несостоятельность и была полностью опровергнута. Тем не менее, уже в XXI веке на одном из декоративных камней, установленных на центральной площади Корсакова после её реконструкции к 160-летию города в 2013 году, она вновь нашла своё как бы официальное утверждение и воплощение.